# Bronisław Schönborn

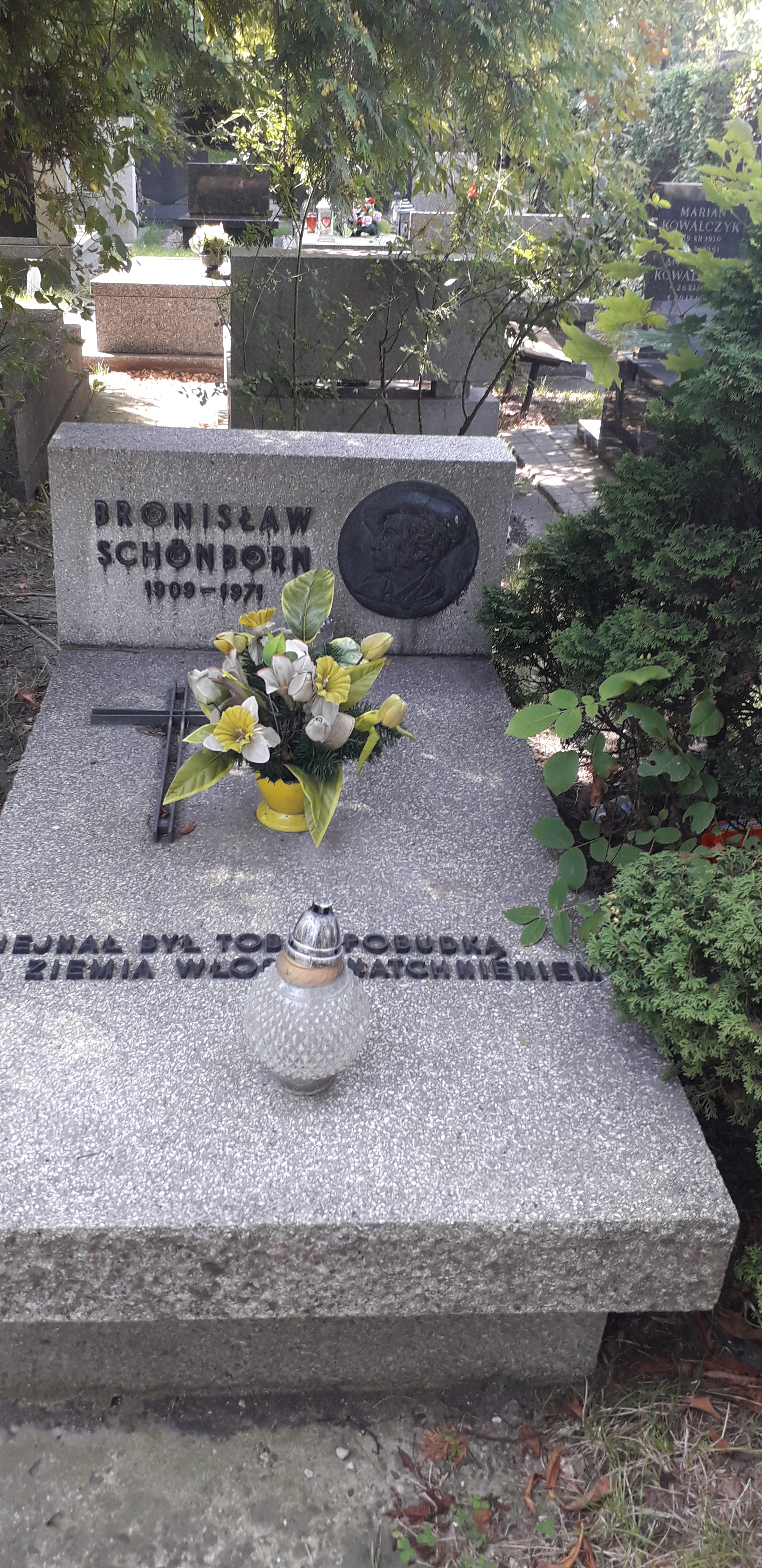
Grób Bronisława Schönborna

Bronisław Waldemar Schönborn (ur. 23 lipca 1909 w Poznaniu, zm. 28 maja 1971 w Krakowie) – polski rysownik i grafik. 

## Życiorys
Absolwent romanistyki Uniwersytetu w Poznaniu. W swoich pracach utrwalił ponad 3 tysiące widoków starego Krakowa (domy, kościoły, sienie, wnętrza, podwórza), publikując grafiki w licznych cyklach. Popularyzator historii i sztuki Krakowa. Laureat Złotej Odznaki Miasta Krakowa (1959) i Nagrody Miasta Krakowa (1962).